# مگنوس لارشون
 مگنوس لارسون (انگلیسی: Magnus Larsson؛ زاده ۲۵ مارس ۱۹۷۰) یک تنیس‌باز اهل سوئد است. 